# Trolejbusy w Miluzie
Trolejbusy w Miluzie − zlikwidowany system komunikacji trolejbusowej we francuskim mieście Miluza, działający w latach 1908−1918 i 1947−1969.

## Historia
Pierwsze trolejbusy pod nazwą Gleislos uruchomiono w Miluzie w 1908, a zlikwidowano w 1918. Pierwsze plany ponownego uruchomienia komunikacji trolejbusowej w Miluzie pochodzą z 1938. W 1946 powrócono do tych planów. Pierwszą linię otwarto 18 marca 1947 na trasie Galfingen - Drouot, a 31 maja 1950 otwarto drugą linię na trasie Pfastatt/Strueh - Brunstatt. Obie linie trolejbusowe zastąpiły na swoich trasach tramwaje. W 1947 posiadano 8 trolejbusów Vétra VBR. W 1960 wybudowano linię do Parc des Sport. W 1963 wybudowano trasę do Cité Bel Air. Trolejbusy w Miluzie zlikwidowano w lutym 1969.